# Gemeinde Mojkovac
Die Gemeinde Mojkovac (montenegrinisch Општина Мојковац Opština Mojkovac) ist eine Gemeinde in Montenegro. Der Verwaltungssitz ist der Hauptort Mojkovac.

## Geografie
Die Gemeinde Mojkovac erstreckt sich über eine Fläche von 367 km² und gehört nach der Einwohnerzahl zu den kleineren Gemeinden in Montenegro. Mojkovac liegt am Westufer des Flusses Tara. In der Nähe befindet sich das alte Bergbaudorf Brskovo. Brskovo ist eine der ältesten Gruben in der Region.
Das Gebiet der Gemeinde grenzt an die Gemeinden: Kolašin, Šavnik, Žabljak, Bijelo Polje und Berane. Mojkovac hat einen Bahnhof an der Bahnstrecke Belgrad-Bar. Sie liegt auch an der Kreuzung der Hauptstraße, die Montenegros Küste und Podgorica mit dem nördlichen Montenegro und Serbien verbindet.

## Bevölkerung
Die Gemeinde Mojkovac zählte 8622 Einwohner (2011), von denen sich 5097 (59,12 %) als Montenegriner und 3058 (35,47 %) als Serben bezeichneten. Daneben leben in der Gemeinde noch weitere kleinere Bevölkerungsgruppen.
| Zensus    | 1948 1 | 1953 1 | 1961  | 1971  | 1981   | 1991   | 2003   | 2011  |
| --------- | ------ | ------ | ----- | ----- | ------ | ------ | ------ | ----- |
| Einwohner | 5.856  | 7.252  | 8.832 | 9.833 | 10.753 | 10.830 | 10.066 | 8.622 |